# Daniel Kipchumba Chebii
Daniel Kipchumba Chebii (né le 25 mai 1985) est un athlète kényan, spécialiste des courses de fond.

## Biographie
En 2013, il remporte le Grand Prix de Prague en 27 min 35 s, établissant son record personnel sur 10 kilomètres. Chebii s'impose à nouveau en 2015 au Grand Prix de Prague en 27 min 42 s. Le 26 juin 2016, Daniel Chebii remporte le B.A.A. 10K en 27 min 55 s.

## Palmarès
| Date | Compétition          | Lieu   | Résultat | Épreuve       |
| ---- | -------------------- | ------ | -------- | ------------- |
| 2013 | Grand Prix de Prague | Prague | 1er      | 10 kilomètres |
| 2015 | Grand Prix de Prague | Prague | 1er      | 10 kilomètres |
| 2016 | B.A.A. 10K           | Boston | 1er      | 10 kilomètres |

## Records
| Épreuve       | Performance     | Lieu             | Date              |
| ------------- | --------------- | ---------------- | ----------------- |
| 10 kilomètres | 27 min 35 s     | Prague           | 7 septembre 2013  |
| Semi-marathon | 59 min 49 s     | Ceské Budejovice | 9 juin 2012       |
| 25 kilomètres | 1 h 13 min 38 s | Berlin           | 25 septembre 2011 |